# Siegfried Dangelmayr
Siegfried Walter Dangelmayr (* 30. Dezember 1939 in Stuttgart-Bad Cannstatt; † 9. April 2021 in Gönningen) war ein deutscher Philosoph und Bibliothekar.

## Leben
Nach der Reifeprüfung am humanistischen Karlsgymnasium Stuttgart im Jahre 1958 studierte Siegfried Dangelmayr bis 1964 Katholische Theologie, Philosophie und Latein an der Eberhard-Karls-Universität Tübingen und der Ludwig-Maximilians-Universität München. 1964 legte er das Staatsexamen für das Lehramt für Gymnasien in Baden-Württemberg ab. Von 1965 bis 1969 hatte er bei Prof. Joseph Möller eine Assistentenstelle am Seminar für scholastische Philosophie der Katholisch-theologischen Fakultät der Universität Tübingen inne. Seine Promotion bei dem Philosophen Walter Schulz erfolgte hier 1967. Nach der Ausbildung  für den höheren Bibliotheksdienst an der Universitäts- und Landesbibliothek Bonn und dem Bibliothekar-Lehrinstitut des Landes Nordrhein-Westfalen in Köln (1969 bis 1971) war er von 1971 bis 1974 an der Universitätsbibliothek Erlangen tätig, von 1974 bis zum Eintritt in den Ruhestand im Jahre 2003 dann Leiter der Bibliothek der Pädagogischen Hochschule Reutlingen. Im Jahre 1977 habilitierte er sich für das Fach Philosophie an der Universität Augsburg.

## Schriften
- Vernunft und Glaube bei Nikolaus von Kues. In: Theologische Quartalsschrift, Bd. 148 (1968), S. 429–462.
- Gotteserkenntnis und Gottesbegriff in den philosophische Schriften des Nikolaus von Kues (= Monographien zur philosophischen Forschung, Bd. 54). Hain, Meisenheim am Glan 1969 (Dissertation Universität Tübingen).
- Methode und System. Wissenschaftsklassifikation bei Bacon, Hobbes und Locke (= Monographien zur philosophischen Forschung, Bd. 118). Hain, Meisenheim am Glan 1974, ISBN 3-445-01115-X.
- Die theoretische Grundlegung gesellschaftlichen und politischen Handelns in den „Grundrissen der Kritik der politischen Ökonomie“. In: Joseph Möller (Hrsg.): Virtus politica. Festgabe zum 75. Geburtstag von Alfons Hufnagel. Frommann, Stuttgart-Bad Cannstatt 1974, S. 225–250, ISBN 3-7728-0557-4.
- Die philosophische Interpretation des Theorie-Praxis-Bezugs bei Karl Marx und ihre Vorgeschichte (= Monographien zur philosophischen Forschung, Bd. 164). Hain, Meisenheim am Glan 1979, ISBN 3-445-01821-9 (Habilitationsschrift Universität Augsburg).
- Thema „Menschsein“ im Spätwerk Franz Kafkas. In: Heribert Gauly (Hrsg.): Im Gespräch: der Mensch. Ein interdisziplinärer Dialog. Joseph Möller zum 65. Geburtstag. Patmos, Düsseldorf 1981, S. 102–116, ISBN 3-491-77234-6.
- „... und ist beschützt genug“. Instanz und Existenz in Kafkas Josefine-Geschichte. In: Alois Halder u. a. (Hrsg.): Spuren der Erlösung. Religiöse Tiefendimensionen neuzeitlichen Denkens. Patmos, Düsseldorf 1986, S. 194–206, ISBN 3-491-71076-6.
- Selbstkonstitution des menschlichen Gattungswesens: Die Marxsche Praxisphilosophie. In: Alois Halder (Hrsg.): Auf der Suche nach dem verborgenen Gott. Zur theologischen Relevanz neuzeitlichen Denkens. Patmos, Düsseldorf 1987, S. 237–261, ISBN 3-491-71079-0.
- Die Hochschulbibliothek Reutlingen. Aktuelle Situation und Vorgeschichte. In: Tübinger Bibliotheksinformationen, Jg. 14 (1992), H. 1, S. 21–26 (PDF).
- Der Riss im Sein oder die Unmöglichkeit des Menschen. Interpretationen zu Kafka und Sartre. Lang, Frankfurt/M. 1998, ISBN 3-8204-0090-7
- Muster im Lebensteppich. Sprechen vom Menschen in Philosophie und Dichtung. Lang, Frankfurt/M. 2005, ISBN 978-3-631-54373-3.